# Marguerite de Cambis
Pour les articles homonymes, voir Cambis.
Marguerite de Cambis, née en 1531 à Alès et morte après 1566 est une écrivaine et traductrice française.

## Biographie
Marguerite de Cambis vient d'une famille noble de Florence qui habite Avignon à partir de 1448, son père vient en France pour diriger une des armées de Louis XII. Elle est la fille de Loys (ou Louis) de Cambis, baron d'Alez (Alais, Alès) et de Marguerite de Pluviers. Elle épouse Pons d'Alairac baron d'Aigremont en 1545. Ils ont une fille Marguerite d'Alairac. Son mari décède en 1549 au cours des guerres d’Italie et elle conserve le château d'Aigremont. Veuve, elle épouse en secondes noces Jacques de Rochemore, lieutenant au présidial de Nîmes le 18 mai 1551avec lequel elle partage sa passion pour la littérature. Ils traduisent de nombreuses œuvres italiennes et possèdent une bibliothèque commune.
Elle dédie à son père son Epistre consolatoire : « Damoiselle Marguerite de Cambis Lieutenante de Nismes, sa treshumble fille desire en santé vie longue. Monsieur, dernierement que vous feus voir en vostre maison et chasteau d’Alez »... 

## Influence
Claude Ménard dit d'elle « Cette noble âme, faisait par son esprit et par ses lumières l’honneur et l’ornement de son sexe. »
Grâce à elle et ses contemporains tels Pierre de Ronsard, la langue française a pu se diffuser,.

## Œuvres
- Marguerite de Cambis, Epistre consolatoire de messire Jean Boccace, envoyée au signeur Pino de Rossi [« Giovanni Boccaccio Epistola consolatoria a Messer Pino de Rossi »], Paris, Winn C. H. / Honoré Champion (1re éd. 1556) (lire en ligne)
- Marguerite de Cambis, Le traité de Jean George Trissin, contenant le moyen que doit tenir la femme veuve, et comme elle se doit maintenir en viduité Guillaume Roville [« Epistola de la vita che deve tenere una donna vedova Gian Giorgio Trissino »], Guillaume Roville, 1554 (lire en ligne)